# Salvador Armenteras
Pour les articles homonymes, voir Armenteras.
 (octobre 2022).
Salvador Armenteras Serra né le 27 février 1998, est un joueur espagnol de hockey sur gazon.

## Carrière
Il a été appelé en équipe première en 2022 pour concourir à la Ligue professionnelle 2021-2022.